# Dmitri Kondrátiev
Dmitri Yurievich Kondrátiev (en ruso: Дмитрий Юрьевич Кондратьев) Es un cosmonauta ruso nacido en Irkutsk en la República Socialista Federativa Soviética de Rusia el 25 de mayo de 1969 (55 años). Su primera misión espacial fue en la expedición 26ta del 17 de diciembre de 2010 a bordo del Soyuz TMA-20